# Голышев, Вячеслав Аркадьевич
Голышев Вячеслав Аркадьевич - Государственный советник Президента Узбекистана по вопросам
социально-экономической политики (в 1995-2003 и 2006-2017 годах)

## Биография
Окончил Ташкентский институт народного хозяйства.
До 1991 года - Заместитель заведующего социально-экономическим отделом ЦК КП Узбекистана.
В 1994 г. - первый заместитель председателя Государственного комитета по прогнозированию и статистики.
1994-1995 гг. - первый заместитель министра макроэкономики и статистики.
1995-2003 гг. - Государственный советник Президента Узбекистана по вопросам социально-экономической политики.
2003-2005 гг. - заместитель, первый заместитель Государственного советника Президента Узбекистана по вопросам социально-экономической политики. Одновременно, с 17 февраля 2000 - член Координационного совета по контролю при Президенте Республики Узбекистан. Одновременно, с 1998 г. - председатель Координационного Совета Центра экономических исследований (совместный проект Программы развития ООН и правительства Узбекистана).
1999-2005 гг. - Депутат Олий Мажлиса второго созыва от 22-го Марказийского округа города Ташкента.
С 26 июля 2005 по 11 апреля 2006 - заместитель Премьер-министра Республики Узбекистан - министр экономики, руководитель комплекса по вопросам экономики и внешнеэкономических связей.
С 11 апреля 2006 по 26 декабря 2017 - Государственный советник Президента Республики Узбекистан по вопросам социально-экономической политики.
Женат. Жена - Голышева Ирина Христосовна, Долгие годы работала начальником Главного управления налоговой политики Министерства финансов Республики Узбекистан. В 2017 году отправлена на пенсию

## Награды
Орден «Дустлик» (3 мая 2011 года).